# Sad Clowns & Hillbillies
Sad Clowns & Hillbillies è il ventitreesimo album in studio del cantautore statunitense John Mellencamp, pubblicato nell'aprile 2017.

## Tracce
1. Mobile Blue – 3:02 (Mickey Newbury)
2. Battle of Angels – 3:56 (John Mellencamp)
3. Grandview (featuring Martina McBride) – 3:52 (Mellencamp/Bobby Clark)
4. Indigo Sunset (featuring Carlene Carter) – 3:31 (Mellencamp/Carlene Carter)
5. What Kind of Man Am I (featuring Carlene Carter) – 4:06 (Mellencamp)
6. All Night Talk Radio – 5:08 (Mellencamp)
7. Sugar Hill Mountain (featuring Carlene Carter) – 3:05 (Mellencamp)
8. You Are Blind – 3:18 (Mellencamp)
9. Damascus Road (featuring Carlene Carter) – 4:13 (Carter)
10. Early Bird Cafe – 4:06 (Lane Tietgen)
11. Sad Clowns – 2:40 (Mellencamp)
12. My Soul's Got Wings (featuring Carlene Carter) – 2:58 (Mellencamp/Woody Guthrie)
13. Easy Target – 2:45 (Mellencamp)